# Petra Taušová
Petra Taušová (ur. 24 września 1983 w Rakovníku, Czechosłowacja) – czeska piłkarka, grająca na pozycji bramkarza, reprezentantka Czech.

## Kariera piłkarska

### Kariera klubowa
W 1998 rozpoczęła karierę piłkarską w drużynie SK Belec. W 2001 roku została zaproszona do Sparty Praga. Latem 2003 podpisała kontrakt z Slavią Praga. Wiosną 2008 grała w Slovanie Liberec, a latem przeniosła się do Niemiec, gdzie do końca sezonu broniła barw klubu Lokomotive Leipzig. Potem na krótko zasiliła skład drużyny FC Hradec Králové. W 2009 wróciła do Slavii Praga, w której zakończyła karierę piłkarską w roku 2013.

### Kariera reprezentacyjna
10 marca 2001 roku zadebiutowała w czeskiej kadrze narodowej w wygranym 5:1 meczu towarzyskim z Greczynkami. W 2001 również broniła barw juniorskiej reprezentacji Czech U-19. Łącznie ma 13 występów reprezentacyjnych.

## Sukcesy i odznaczenia

### Sukcesy klubowe
Sparta Praga
- mistrz Czech (1): 2001/02

Slavia Praga
- mistrz Czech (1): 2003/04